# ГАЕС Саліна
ГАЕС Саліна — гідроакумулювальна електростанція у штаті Оклахома (Сполучені Штати Америки).
Як нижній резервуар використали водосховище ГЕС Markham Ferry, котра входить дос кладу каскаду на річці Неошо (ліва притока Арканзасу, котрий, своєю чергою, є правою притокою Міссісіпі). Цю водойму з назвою Лейк-Хадсон утримує комбінована бетонна та земляна гребля Саліна висотою 27 метрів та довжиною 1370 метрів, яка утворює резервуар з площею поверхні 49 км2 та об'ємом 247 млн м3 із припустимим коливанням рівня в операційному режимі між позначками 183 та 189 метрів НРМ.
Верхній резервуар створили на Chimney Rock Hollow, лівій притоці Неошо, для чого звели земляну/кам'яно-накидну греблю висотою 56 метрів, котра утримує водойму з площею поверхні 3,1 км2 та об'ємом 62,1 млн м3.
Верхній резервуар через канал довжиною 0,6 км та шість водоводів діаметром по 4,3 метра пов'язаний із машинним залом, розташованим на березі однієї з заток водосховища Лейк-Хадсон. Основне обладнання станції становлять шість оборотних турбін потужністю по 43,2 МВт у генераторному та 47,7 МВт у насосному режимах. Вони використовують напір від 68 до 74 метрів та забезпечують підйом на висоту від 69 до 75 метрів, при цьому проєктна річна виробітка складає 233 млн кВт·год електроенергії при споживанні на закачування 387 млн кВт·год.
Можливо також відзначити, що за первісним проєктом передбачалось спорудити ще один верхній резервуар на Літтл-Саліна-Крік (інша ліва притока Неошо) та збільшити кількість гідроагрегатів до 12, проте ці плани не реалізувались.